# Linia kolejowa Baranowicze – Lida
Linia kolejowa Baranowicze – Lida – linia kolejowa na Białorusi łącząca stację Baranowicze Poleskie ze stacją Lida. Jest to fragment linii Równe – Baranowicze – Wilno.
Znajduje się w obwodach brzeskim i grodzieńskim. Linia na całej długości jest jednotorowa i niezelektryfikowana (z wyjątkiem stacji Baranowicze Poleskie, która posiada trakcję).

## Historia
Linia początkowo leżała w Imperium Rosyjskim, w latach 1918–1945 w Polsce, następnie w Związku Sowieckim (1945–1991). Od 1991 położona jest na Białorusi.